# Куксонія
Куксонія (Cooksonia) — викопний рід примітивних наземних рослин, близький до риніофіт. Існував з середнього силуру (венлоцька епоха) до кінця раннього девону (433—393 мільйони років тому). Скам'янілості куксонії знаходять у всьому світі, але більшість зразків походять з Великої Британії, де рослина була вперше виявлена в 1937 році. Куксонія є найдавнішою відомою рослиною, що має стебло з судинною тканиною і, таким чином, є перехідною формою між примітивними несудинними мохоподібними та судинними рослинами.

## Опис

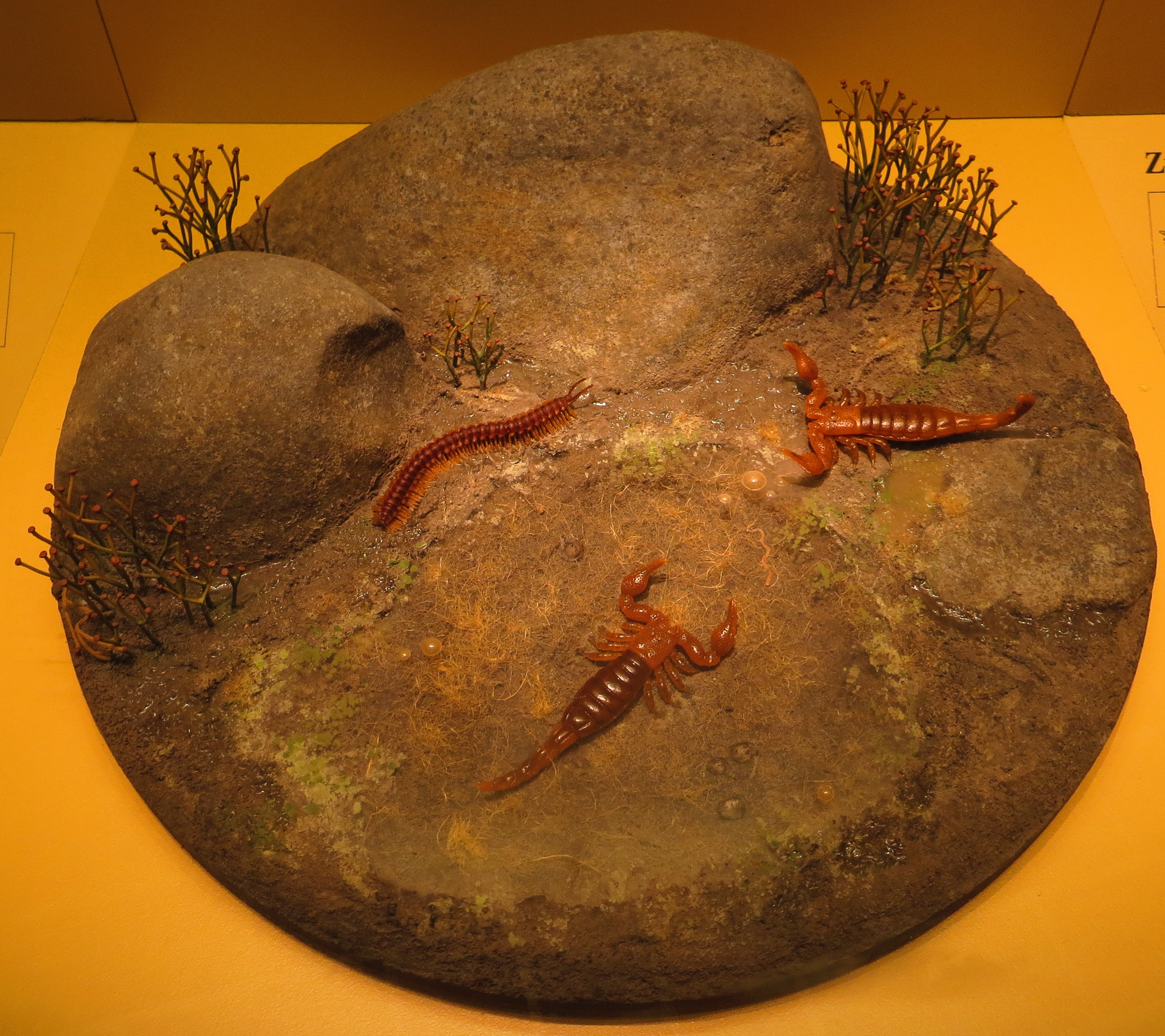
Музейна реконструкція середовища існування куксонії разом зі скорпіоном Palaeophonus та багатоніжкою Archidesmus

Відома лише спорофітна фаза куксонії (тобто фаза, яка виробляє спори, а не гамети). Це невелика рослина, заввишки до 7 см, і мала просту будову. У неї невідомі листя і коріння — хоча припускають, що рослина виростала з кореневища, яке не збереглося. У куксонії було просте стебло, яке розгалужувалося дихотомічно декілька разів. Кожна гілка закінчувалась сплющеним спорангієм.У виду Cooksonia pertoni спорангій був значно ширшим, ніж високим. Загалом спорангії були більш-менш трубоподібними, з «кришкою» або оперкулюмом, який розпадався, щоб вивільнити спори.
Зразки одного виду куксонії мають темну смугу в центрі стебла, що трактується як найдавніші залишки водоносної тканини. В інших видах куксонії така тканина невідома.
Стебло було завширшки від 0,03 мм до 3 мм. Зразки різної величини, ймовірно, були різними видами, а не фрагментами більших організмів: копалини трапляються в послідовних групах, а спорангії та спори відрізняються в організмах різної величини. Організми, ймовірно, демонстрували детермінантний ріст (тобто стебла переставали рости після спороношення).
Деякі види Cooksonia мали продихи, які відігравали роль у газообміні; в основному, у транспірації.

## Таксономія
Рід Cooksonia описав у 1937 році Вільям Генрі Ленг та назвав його на честь Ізабель Куксон, з якою він співпрацював і яка зібрала типові зразки для опису у 1934 році в кар'єрі Пертон в Уельсі. Від типового місцезнаходження і походить назва типового виду Cooksonia pertoni. Разом з ним був описаний другий вид C. hemisphaerica. Пізніше до роду додалися шість інших видів: C. crassiparietilis, C. caledonica, C. cambrensis, C. bohemica, C. paranensis та C. banksii.

### Види
- Cooksonia pertoni (типовий)
- Cooksonia paranensis
- Cooksonia barrandei

П'ять видів вважаються сумнівними через погану збереженість екземплярів, але їх залишають у роді:
- Cooksonia acuminata
- Cooksonia bohemica
- Cooksonia cambrensis
- Cooksonia downtonensis
- Cooksonia rusanovii

Чотири види виключені з роду у 2010 році:
- C. hemisphaerica Lang 1937 року
- C. crassiparietilis Yurina 1964
- C. caledonica Edwards 1970 — зараз Aberlemnia caledonica (Edwards, 1970) Gonez & Gerrienne, 2010
- C. banksii Habgood та ін. 2002 — зараз Concavatheca banksii (Habgood, Edwards & Ax 2002) Morris et al. 2012b